# Ensemble Kleinhelfendorf
Das Ensemble Kleinhelfendorf beschreibt ein charakteristisches und ungestörtes Beispiel eines Kirchweilers im Ortsteil Kleinhelfendorf der oberbayerischen Gemeinde Aying im Landkreis München. Das denkmalgeschützte Bauensemble in Kleinhelfendorf entspricht in seiner Substanz der Siedlungsweise eines oberbayerischen Wallfahrtsdorfes des 18. Jahrhunderts.

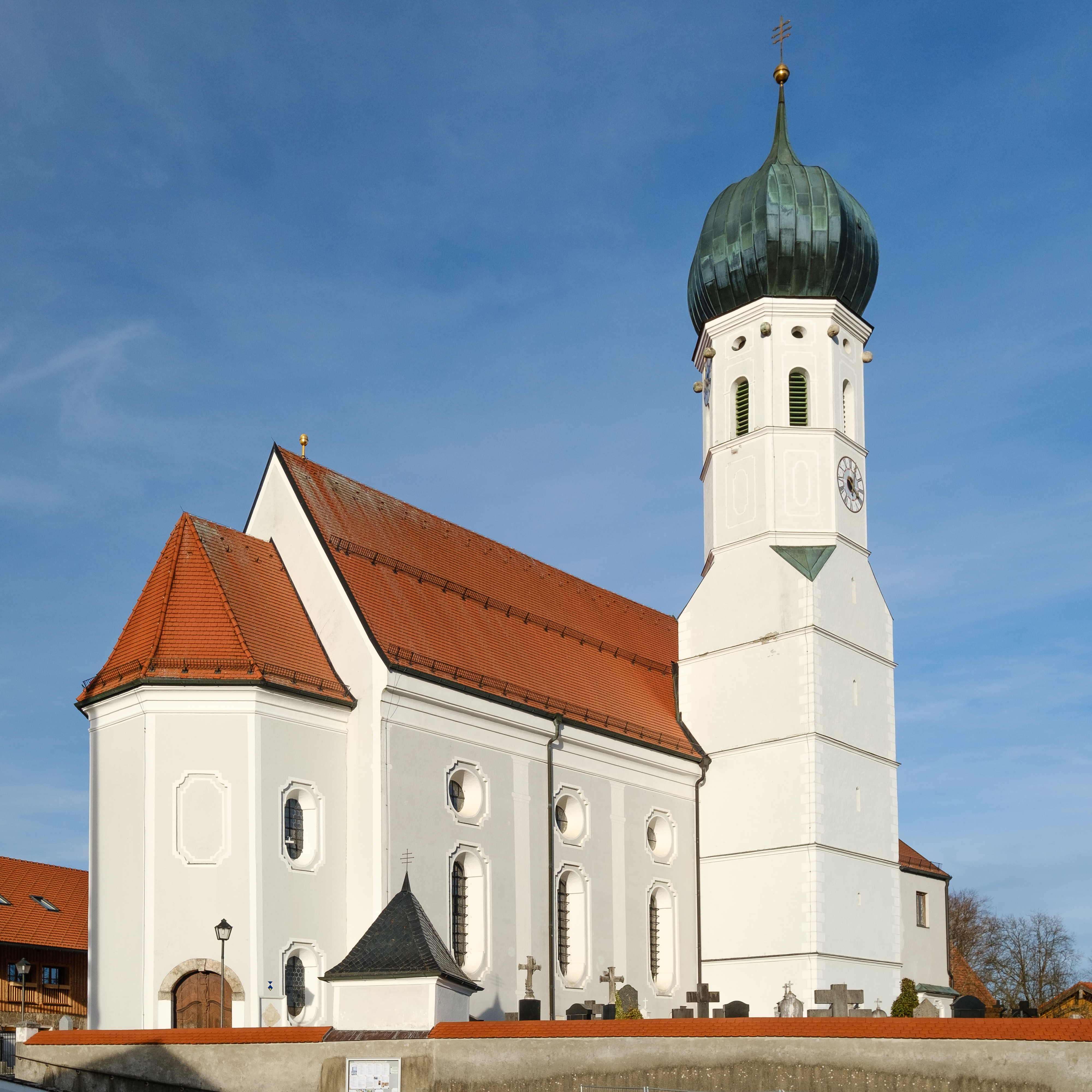
Pfarrkirche St. Emmeram

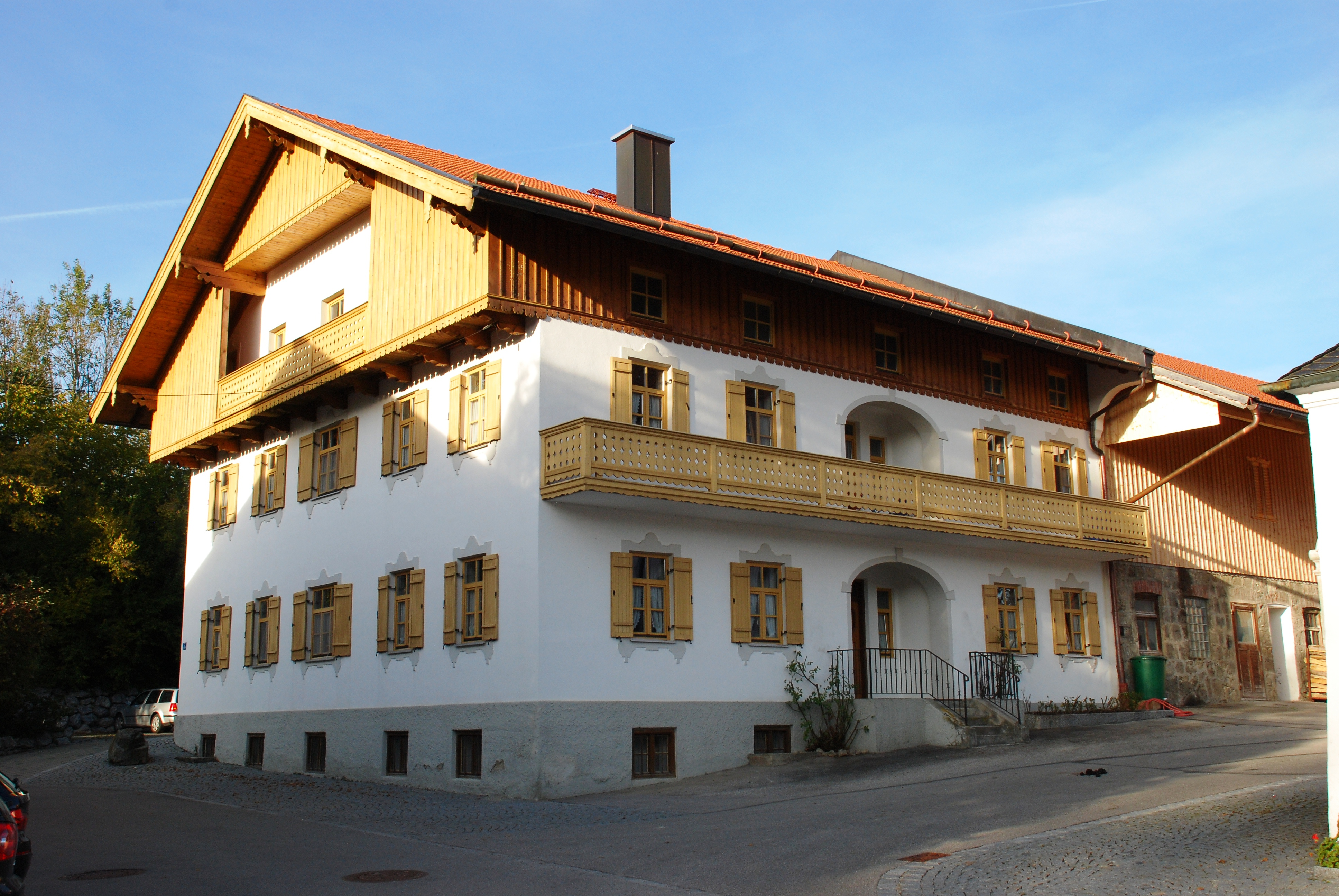
Haus Nr. 7, Wohnteil eines Einfirsthofes

## Räumliche Eingrenzung
Das Ensemble umfasst die katholische Pfarrkirche St. Emmeram, die Marterkapelle St. Emmeram, die Brunnenkapelle und der Kapellenbildstock, die sogenannte Lindenkapelle. Dazu kommen folgende Anwesen: Nr. 1, Nr. 2, Nr. 7, Nr. 8, Nr. 13, Nr. 19, Nr. 22, Nr. 23, Nr. 25, Nr. 27 und ein kurzes Teilstück der Römerstraße Augsburg-Salzburg sowie der Weiher gegen Großhelfendorf. 

## Geschichte
„In der lockeren Anordnung der stattlichen Einfirsthöfe nördlich, südlich und westlich der Pfarrkirche ist die im Urkataster von 1810 festgehaltene Situation tradiert. Die Fortschreibung im 19. Jahrhundert [...] vollzieht sich im eng begrenzten Rahmen der Hausgrundstücke und vermeidet somit jegliche Zersiedelung. 
Eine gravierende Störung stellt die neu angelegte Dorfstraße dar. Diese durchschneidet die geschwungene alte Dorfstraße, welche von St. Emmeram nach Nordosten führt, zwischen Gasthof und dem Bauernhaus nach Süden auf den Kirchplatz geleitet wird und dort bogenförmig an der Friedhofsmauer vorbei nach Osten geleitet wird. Der östliche Dorfrand ist durch zahlreiche Neubauten gestört, welche teilweise historische Gebäude ersetzten. Auch im Ensemble wurden vereinzelt Grünflächen mit Neubauten versehen. Die historischen Grün- und Freiflächen sind aber innerorts noch schlüssig ablesbar erhalten. Die Abgrenzungen durch alte Baumreihen zu den nachbardörflichen Gemarkungen Hochfeld im Norden [...] und Rauher Berg im Süden werden als klare Umgrenzungen des Ensembles optisch erlebbar.“